# 池田幾三のザ・トゥディー
池田幾三のザ・トゥディー（いけだいくぞうのザ・トゥディー）とは、KBS京都で1979年4月から1985年9月まで、月曜日から金曜日の午前9時30分から12時まで生放送されていたラジオ番組。1985年からテレビラジオ同時放送となり、放送日時が月曜日から木曜日に短縮された。

## パーソナリティー
- メインパーソナリティー：池田幾三

関西地区を代表する放送作家がパーソナリティーとして初めて番組を担当。丁寧な話術で人気を集めた。
- アシスタント
  - 三沢まり

初代アシスタント、寿卒業して仙台へ行き、最終回に息子と共にゲスト出演した。現在は神奈川県でラジオパーソナリティーをしている。
  - 稲吉真理

二代目アシスタント、番組後半3年半を担当。番組終了後に渡欧し、帰国後は結婚のため引退。現在は幼児教育の分野で活動中。

- ラジオカーレポーター
  - 三田村明彦

池田の付けた愛称は「ミタヤン」。福井県出身　ラジオカー「トゥデイハロー号」でレポートする傍ら、放送作家・構成作家の勉強をする。池田とは師匠と弟子、先生と生徒の関係ではない。のちに、この時間帯・KBS京都で放送されるラジオ番組『話のターミナル』の構成を担当する事となる。

## 番組のコーナー
- 「あなたも一句、電話でどうぞ」川柳コーナー
  - 「あなたも一句、ハガキでどうぞ」電話が繋がらないとのクレームで追加された。
- 繰越クイズ
- ラジオカーレポート

ほか